# Гусельське
Гусе́льське — селище Макіївської міської громади Донецького району Донецької області, Україна. Розташоване за 31 км від Донецька. Відстань до Макіївки становить близько 16 км і проходить автошляхом місцевого значення.

## Населення

### Мова
Розподіл населення за рідною мовою за даними перепису 2001 року:
| Мова            | Кількість | Відсоток |
| --------------- | --------- | -------- |
| російська       | 442       | 88.58%   |
| українська      | 53        | 10.62%   |
| болгарська      | 2         | 0.40%    |
| білоруська      | 1         | 0.20%    |
| інші/не вказали | 1         | 0.20%    |
| Усього          | 499       | 100%     |

За даними перепису 2001 року населення селища становило 499 осіб, із них 10,62 % зазначили рідною мову українську, 88,58 % — російську, 0,4 % — болгарську та 0,07 % — білоруську мови.